# Shimonita
Shimonita (下仁田町?) è una cittadina giapponese della prefettura di Gunma.